# Gran Premio d'Austria 1977
Il Gran Premio d'Austria 1977 è stata la dodicesima prova della stagione 1977 del Campionato mondiale di Formula 1. Si è corsa domenica 14 agosto 1977 sull'Österreichring. La gara è stata vinta dall'australiano Alan Jones, su Shadow-Ford Cosworth. Jones ha preceduto sul traguardo l'austriaco Niki Lauda su Ferrari e il tedesco Hans-Joachim Stuck su Brabham-Alfa Romeo.

## Vigilia

### Sviluppi futuri
Venne resa nota una prima bozza di calendario per la stagione 1978. Il calendario era sostanzialmente identico a quello del 1977, con la gara del Giappone confermata ad aprile. L'unica incertezza riguardava la trasferta nordamericana a conclusione del campionato, con la possibilità che tale gara venisse disputata in Canada oppure negli Stati Uniti, pur essendo confermata la gara a Long Beach a marzo. La tenuta di quest'ultima prova veniva messa in dubbio dalle perdite che gli organizzatori avevano subito nelle prime due edizioni. Successivamente però la firma di contratto con la CBS per la trasmissione del gran premio consentì di trovare nuove risorse.

### Aspetti tecnici
Il tracciato venne ulteriormente modificato, a seguito dell'incidente mortale subito dal pilota Mark Donohue nel corso del warm up del GP del 1975. Dopo le modifiche dell'edizione del 1976 venne inserita una chicane (Hella Licht) al posto della prima curva, la Vöst-Hügel, che allungò il circuito fino a 5.942 metri. La Wolf impiegò nuovamente la WR3.

### Aspetti sportivi
La Shadow allontanò Riccardo Patrese, per il mancato arrivo dei fondi promessi dal finanziere italiano Franco Ambrosio. Il padovano venne sostituito da Arturo Merzario, grazie all'intercessione di Ecclestone. Bernie Ecclestone promise inoltre a Merzario l'iscrizione all'Associazione dei costruttori per il 1978 qualora il comasco avesse voluto far esordire una sua vettura. Si rivide la British Formula 1 Racing Team, con una March per Brian Henton mentre non si presentarono, pur iscritti, la Stanley-BRM di Teddy Pilette, la RAM Racing/F&S Properties con Boy Hayje, la Renault e l'Apollon. Ian Ashley, che mancava dal Gran Premio del Brasile 1976, corso con la Stanley-BRM, trovò un ingaggio sulla terza Hesketh mentre l'austriaco Hans Binder, che a inizio stagione aveva corso con la Surtees, prese il posto di Hans Heyer all'ATS. Venne messa in dubbio la partecipazione di Patrick Nève della Williams (che gestiva una March), visto l'infortunio patito nel gran premio precedente. Il belga prese regolarmente parte al gran premio.

## Qualifiche

### Resoconto
Niki Lauda ottenne il miglior tempo nelle prove del venerdì con 1'39"32, precedendo James Hunt e Hans-Joachim Stuck, anche se nella prima sessione era stato Hunt a staccare il tempo più basso. Lauda ottenne il suo miglior crono dopo solo mezz'ora dall'inizio della seconda sessione di prove ufficiali, e poi osservò il comportamento degli avversari. Sia l'austriaco che Carlos Reutemann furono costretti però nel corso delle prove a impiegare anche il muletto. La Goodyear tentennò nel fornire gomme morbide, per la paura che queste potessero dechapparsi.
Al sabato la pista si presentò più scivolosa e nessuno dei piloti fu capace di battere il tempo fatto da Lauda al venerdì. Per l'austriaco si trattò della ventitreesima pole nel mondiale, l'ottantacinquesima per la Scuderia Ferrari. In prima fila si confermò Hunt, mentre Mario Andretti soffiò a Stuck la terza piazza. Nel corso delle prove Vittorio Brambilla uscì di pista alla Bosch; la sua Surtees si distrusse, ma il pilota rimase incolume.

### Risultati
Nella sessione di qualifica si è avuta questa situazione:
| Pos | Nº | Pilota             | Costruttore              | Tempo   | Griglia |
| --- | -- | ------------------ | ------------------------ | ------- | ------- |
| 1   | 11 | Niki Lauda         | Ferrari                  | 1'39'32 | 1       |
| 2   | 1  | James Hunt         | McLaren-Ford Cosworth    | 1'39"45 | 2       |
| 3   | 5  | Mario Andretti     | Lotus-Ford Cosworth      | 1'39"74 | 3       |
| 4   | 8  | Hans-Joachim Stuck | Brabham-Alfa Romeo       | 1'39"97 | 4       |
| 5   | 12 | Carlos Reutemann   | Ferrari                  | 1'40"12 | 5       |
| 6   | 26 | Jacques Laffite    | Ligier-Matra             | 1'40"22 | 6       |
| 7   | 23 | Patrick Tambay     | Ensign-Ford Cosworth     | 1'40"29 | 7       |
| 8   | 20 | Jody Scheckter     | Wolf-Ford Cosworth       | 1'40"40 | 8       |
| 9   | 2  | Jochen Mass        | McLaren-Ford Cosworth    | 1'40"44 | 9       |
| 10  | 4  | Patrick Depailler  | Tyrrell-Ford Cosworth    | 1'40"62 | 10      |
| 11  | 22 | Clay Regazzoni     | Ensign-Ford Cosworth     | 1'40"74 | 11      |
| 12  | 7  | John Watson        | Brabham-Alfa Romeo       | 1'40"92 | 12      |
| 13  | 19 | Vittorio Brambilla | Surtees-Ford Cosworth    | 1'40"93 | 13      |
| 14  | 17 | Alan Jones         | Shadow-Ford Cosworth     | 1'41"00 | 14      |
| 15  | 3  | Ronnie Peterson    | Tyrrell-Ford Cosworth    | 1'41"13 | 15      |
| 16  | 6  | Gunnar Nilsson     | Lotus-Ford Cosworth      | 1'41"24 | 16      |
| 17  | 30 | Brett Lunger       | McLaren-Ford Cosworth    | 1'41"40 | 17      |
| 18  | 34 | Jean-Pierre Jarier | Penske-Ford Cosworth     | 1'41"70 | 18      |
| 19  | 33 | Hans Binder        | Penske-Ford Cosworth     | 1'41"71 | 19      |
| 20  | 24 | Rupert Keegan      | Hesketh-Ford Cosworth    | 1'41"92 | 20      |
| 21  | 16 | Arturo Merzario    | Shadow-Ford Cosworth     | 1'41"92 | 21      |
| 22  | 27 | Patrick Nève       | March-Ford Cosworth      | 1'41"96 | 22      |
| 23  | 28 | Emerson Fittipaldi | Fittipaldi-Ford Cosworth | 1'42"15 | 23      |
| 24  | 10 | Ian Scheckter      | March-Ford Cosworth      | 1'42"22 | 24      |
| 25  | 18 | Vern Schuppan      | Surtees-Ford Cosworth    | 1'42"31 | 25      |
| 26  | 36 | Emilio de Villota  | McLaren-Ford Cosworth    | 1'42"38 | 26      |
| NQ  | 38 | Brian Henton       | March-Ford Cosworth      | 1'42"43 | NQ      |
| NQ  | 39 | Ian Ashley         | Hesketh-Ford Cosworth    | 1'42"52 | NQ      |
| NQ  | 25 | Héctor Rebaque     | Hesketh-Ford Cosworth    | 1'42"75 | NQ      |
| NQ  | 9  | Alex-Dias Ribeiro  | March-Ford Cosworth      | 1'43"03 | NQ      |

## Gara

### Resoconto
La pioggia colpì il tracciato circa un'ora prima della partenza, terminando a dieci minuti dal via, rendendo la pista bagnata. Ciò comportò per le scuderie un grosso problema nella scelta degli pneumatici. Tutti optarono per le slick, tranne Gunnar Nilsson e Arturo Merzario. Al via Niki Lauda venne passato sia da James Hunt che da Mario Andretti. L'italoamericano passò anche Hunt e, al termine del primo giro, si trovò in testa. Dopo i primi tre si trovavano Jody Scheckter, Patrick Tambay, Hans-Joachim Stuck e Gunnar Nilsson.
Nei primi giri furono le vetture con gomme da bagnato a essere avvantaggiate. Nilsson al quarto giro, dopo una lunga serie di sorpassi, si trovò secondo dietro ad Andretti (che invece montava gomme da asciutto); un altro grande recupero lo effettuò Arturo Merzario che, partito ventunesimo, si trovò al sesto posto al nono giro. Lauda invece, che aveva optato per le slick, perdette inesorabilmente diverse posizioni, crollando al decimo posto. Poco dopo però sia Nilsson che Merzario furono costretti al box, per montare anch'essi gomme da asciutto. Entrambi furono risucchiati a metà classifica.
Il battistrada Mario Andretti fu costretto al ritiro al giro 12 per la rottura del motore. La classifica vedeva in testa James Hunt, seguito da Jody Scheckter, Hans-Joachim Stuck, Alan Jones, Jochen Mass, Niki Lauda e Patrick Tambay. Un giro dopo Mass fu costretto ai box per la rottura dell'spia dell'acqua. In pochi giri Jones scavalcò sia Scheckter che Stuck, portandosi così alle spalle di Hunt. Anche Gunnar Nilsson si dimostrava molto competitivo, tanto da recuperare diverse posizioni: passò prima le due Tyrrell, poi Tambay e Reutemann, ponendosi alle spalle di Niki Lauda.
Al trentesimo giro Stuck, sotto pressione di Lauda e Nilsson, commise un errore, perdendo due posizioni. La rimonta di Gunnar Nilsson proseguì coi sorpassi su Niki Lauda e Jody Scheckter al giro 32. Lo svedese vide interrotta la sua gara da una rottura del suo propulsore al giro 38. Ora la classifica vedeva sempre al comando James Hunt, seguito da Alan Jones, Niki Lauda, Jody Scheckter, Hans-Joachim Stuck e Carlos Reutemann. L'inglese della McLaren fu fermato, anche lui, al quarantaquattresimo giro dal motore rotto. Passò in testa Jones, che mantenne il comando fino all'arrivo.
Negli ultimi giri la classifica mutò per un errore di Scheckter che sbagliò un doppiaggio; negli ultimi giri entrò in zona punti anche Mass, che passò Rupert Keegan. Per la terza volta consecutiva dopo le vittorie di Vittorio Brambilla nel 1975 e di John Watson nel 1976 il gran premio d'Austria venne vinto da un pilota che precedentemente non si era mai imposto nel mondiale. Per l'Australia fu la prima vittoria da quella di Jack Brabham nel Gran Premio del Sudafrica 1970; Jones fu il sessantunesimo pilota a vincere un gran premio valido per il mondiale. La Shadow conquistò la sua prima e unica vittoria come costruttore.

### Risultati
I risultati del gran premio furono i seguenti:
| Pos | No | Pilota             | Costruttore              | Giri | Tempo/Ritiro   | Pos. Griglia | Punti |
| --- | -- | ------------------ | ------------------------ | ---- | -------------- | ------------ | ----- |
| 1   | 17 | Alan Jones         | Shadow-Ford Cosworth     | 54   | 1:37'16"49     | 14           | 9     |
| 2   | 11 | Niki Lauda         | Ferrari                  | 54   | + 20"13        | 1            | 6     |
| 3   | 8  | Hans-Joachim Stuck | Brabham-Alfa Romeo       | 54   | + 34"50        | 4            | 4     |
| 4   | 12 | Carlos Reutemann   | Ferrari                  | 54   | + 34"75        | 5            | 3     |
| 5   | 3  | Ronnie Peterson    | Tyrrell-Ford Cosworth    | 54   | + 1'12"09      | 15           | 2     |
| 6   | 2  | Jochen Mass        | McLaren-Ford Cosworth    | 53   | +1 giro        | 9            | 1     |
| 7   | 24 | Rupert Keegan      | Hesketh-Ford Cosworth    | 53   | +1 giro        | 20           |       |
| 8   | 7  | John Watson        | Brabham-Alfa Romeo       | 53   | +1 giro        | 12           |       |
| 9   | 27 | Patrick Nève       | March-Ford Cosworth      | 53   | +1 giro        | 22           |       |
| 10  | 30 | Brett Lunger       | McLaren-Ford Cosworth    | 53   | +1 giro        | 17           |       |
| 11  | 28 | Emerson Fittipaldi | Fittipaldi-Ford Cosworth | 53   | +1 giro        | 23           |       |
| 12  | 33 | Hans Binder        | Penske-Ford Cosworth     | 53   | +1 giro        | 19           |       |
| 13  | 4  | Patrick Depailler  | Tyrrell-Ford Cosworth    | 53   | +1 giro        | 10           |       |
| 14  | 34 | Jean-Pierre Jarier | Penske-Ford Cosworth     | 52   | +2 giri        | 18           |       |
| 15  | 19 | Vittorio Brambilla | Surtees-Ford Cosworth    | 52   | +2 giri        | 13           |       |
| 16  | 18 | Vern Schuppan      | Surtees-Ford Cosworth    | 52   | +2 giri        | 25           |       |
| 17  | 36 | Emilio de Villota  | McLaren-Ford Cosworth    | 50   | Incidente      | 26           |       |
| Rit | 20 | Jody Scheckter     | Wolf-Ford Cosworth       | 45   | Testacoda      | 8            |       |
| Rit | 1  | James Hunt         | McLaren-Ford Cosworth    | 43   | Motore         | 2            |       |
| Rit | 23 | Patrick Tambay     | Ensign-Ford Cosworth     | 41   | Motore         | 7            |       |
| Rit | 6  | Gunnar Nilsson     | Lotus-Ford Cosworth      | 38   | Motore         | 16           |       |
| Rit | 16 | Arturo Merzario    | Shadow-Ford Cosworth     | 29   | Cambio         | 21           |       |
| Rit | 26 | Jacques Laffite    | Ligier-Matra             | 21   | Perdita d'olio | 6            |       |
| Rit | 5  | Mario Andretti     | Lotus-Ford Cosworth      | 11   | Motore         | 3            |       |
| Rit | 10 | Ian Scheckter      | March-Ford Cosworth      | 2    | Incidente      | 24           |       |
| Rit | 22 | Clay Regazzoni     | Ensign-Ford Cosworth     | 0    | Incidente      | 11           |       |
| NQ  | 38 | Brian Henton       | March-Ford Cosworth      |      |                |              |       |
| NQ  | 39 | Ian Ashley         | Hesketh-Ford Cosworth    |      |                |              |       |
| NQ  | 25 | Héctor Rebaque     | Hesketh-Ford Cosworth    |      |                |              |       |
| NQ  | 9  | Alex-Dias Ribeiro  | March-Ford Cosworth      |      |                |              |       |

## Statistiche

### Piloti
- 1ª vittoria per  Alan Jones;
- 1° podio per  Alan Jones;
- 2º e ultimo podio per  Hans-Joachim Stuck;
- 30° podio per  Niki Lauda;

### Costruttori
- 1ª e unica vittoria per la  Shadow;

### Motori
- 104ª vittoria per il motore  Ford Cosworth;

- 25° podio per il motore  Alfa Romeo;

### Pneumatici
- 101ª vittoria per gli pneumatici  Goodyear;

### Giri in testa
- Mario Andretti (1-11);
- James Hunt (12-43);
- Alan Jones (44-54);

## Classifiche

### Piloti
| Pos. | Pilota             | Punti |
| ---- | ------------------ | ----- |
| 1    | Niki Lauda         | 54    |
| 2    | Jody Scheckter     | 38    |
| 3    | Carlos Reutemann   | 34    |
| 4    | Mario Andretti     | 32    |
| 5    | James Hunt         | 22    |
| 6    | Gunnar Nilsson     | 20    |
| 7    | Jochen Mass        | 18    |
| 8    | Alan Jones         | 12    |
| 9    | Hans-Joachim Stuck | 12    |
| 10   | Jacques Laffite    | 10    |
| 11   | Patrick Depailler  | 10    |
| 12   | John Watson        | 9     |
| 13   | Emerson Fittipaldi | 8     |
| 14   | Carlos Pace        | 6     |
| 15   | Ronnie Peterson    | 6     |
| 16   | Vittorio Brambilla | 5     |
| 17   | Clay Regazzoni     | 1     |
| =    | Jean-Pierre Jarier | 1     |
| =    | Renzo Zorzi        | 1     |
| =    | Patrick Tambay     | 1     |

### Costruttori
| Pos. | Team                     | Punti |
| ---- | ------------------------ | ----- |
| 1    | Ferrari                  | 71    |
| 2    | Lotus-Ford Cosworth      | 47    |
| 3    | Wolf-Ford Cosworth       | 38    |
| 4    | McLaren-Ford Cosworth    | 35    |
| 5    | Brabham-Ford Cosworth    | 27    |
| 6    | Tyrrell-Ford Cosworth    | 16    |
| 7    | Shadow-Ford Cosworth     | 13    |
| 8    | Ligier-Matra             | 10    |
| 9    | Fittipaldi-Ford Cosworth | 8     |
| 10   | Surtees-Ford Cosworth    | 5     |
| 11   | Ensign-Ford Cosworth     | 2     |
| 12   | Penske-Ford Cosworth     | 1     |